# کربی‌ویل، میزوری
کربی‌ویل (به انگلیسی: Kirbyville) یک روستا در ایالات متحده آمریکا است که در میزوری واقع شده‌است. کربی‌ویل ۳٫۴۷ کیلومتر مربع مساحت و ۲۰۷ نفر جمعیت دارد و ۳۰۶٫۰۲ متر بالاتر از سطح دریا واقع شده‌است.